# Eupogonius microphthalmus
Eupogonius microphthalmus là một loài bọ cánh cứng trong họ Cerambycidae.